# Cryphia semiconfluens
Cryphia semiconfluens là một loài bướm đêm trong họ Noctuidae.